# Ras Doumeira
Ras Doumeira (Cabo Doumeira) é um cabo que se estende mar Vermelho adentro, em direção à Ilha Doumeira. A região é cortada pela fronteira entre Djibuti e Eritreia, sendo uma das questões de um conflito fronteiriço entre os dois países.